# Kayana Traylor
Kayana Traylor (Martinsville, 26 settembre 1999) è una cestista statunitense, professionista nella WNBA.

## Carriera
È stata selezionata dalle Chicago Sky al secondo giro del Draft WNBA 2023 (23ª scelta assoluta).